# Національна асамблея Таїланду
Національна асамблея Таїланду (тай. ศาลรัฐธรรมนูญ) — двопалатний законодавчий орган влади Таїланду. Збирається в Саппая-Сапасатан, район Дусіт, Бангкок.
Національна асамблея була заснована в 1932 році після прийняття першої конституції Таїланду, яка перетворила Таїланд з абсолютної монархії на конституційну.
Під час політичної кризи 2013 року Палата представників Таїланду була розпущена прем’єр-міністром Їнглак Чинават, яка призначила вибори на 2 лютого 2014 року, які згодом скасував Конституційний суд. Після державного перевороту 2014 року Національні збори було замінено однопалатною Національною законодавчою асамблеєю, яка підтримувалася військовими, відповідно до тимчасової конституції 2014 року.
Після проголошення Конституції в квітні 2017 року Національну асамблею було відновлено, але конституція дозволяла військовій Національній законодавчій асамблеї тимчасово залишатися на місці до формування Національні асамблеї після загальних виборів 2019 року.